# Municipio de East Providence
El municipio de East Providence (en inglés: East Providence Township) es un municipio ubicado en el condado de Bedford en el estado estadounidense de Pensilvania. En el año 2000 tenía una población de 1.858 habitantes y una densidad poblacional de 14.2 personas por km².

## Geografía
El municipio de East Providence se encuentra ubicado en las coordenadas 39°56′00″N 78°16′02″O / 39.93333, -78.26722.

## Demografía
Según la Oficina del Censo en 2000 los ingresos medios por hogar en la localidad eran de $30,495 y los ingresos medios por familia eran $33,150. Los hombres tenían unos ingresos medios de $26,328 frente a los $17,331 para las mujeres. La renta per cápita para la localidad era de $15,015. Alrededor del 11,7% de la población estaban por debajo del umbral de pobreza.